# 意大利波隆那童書展

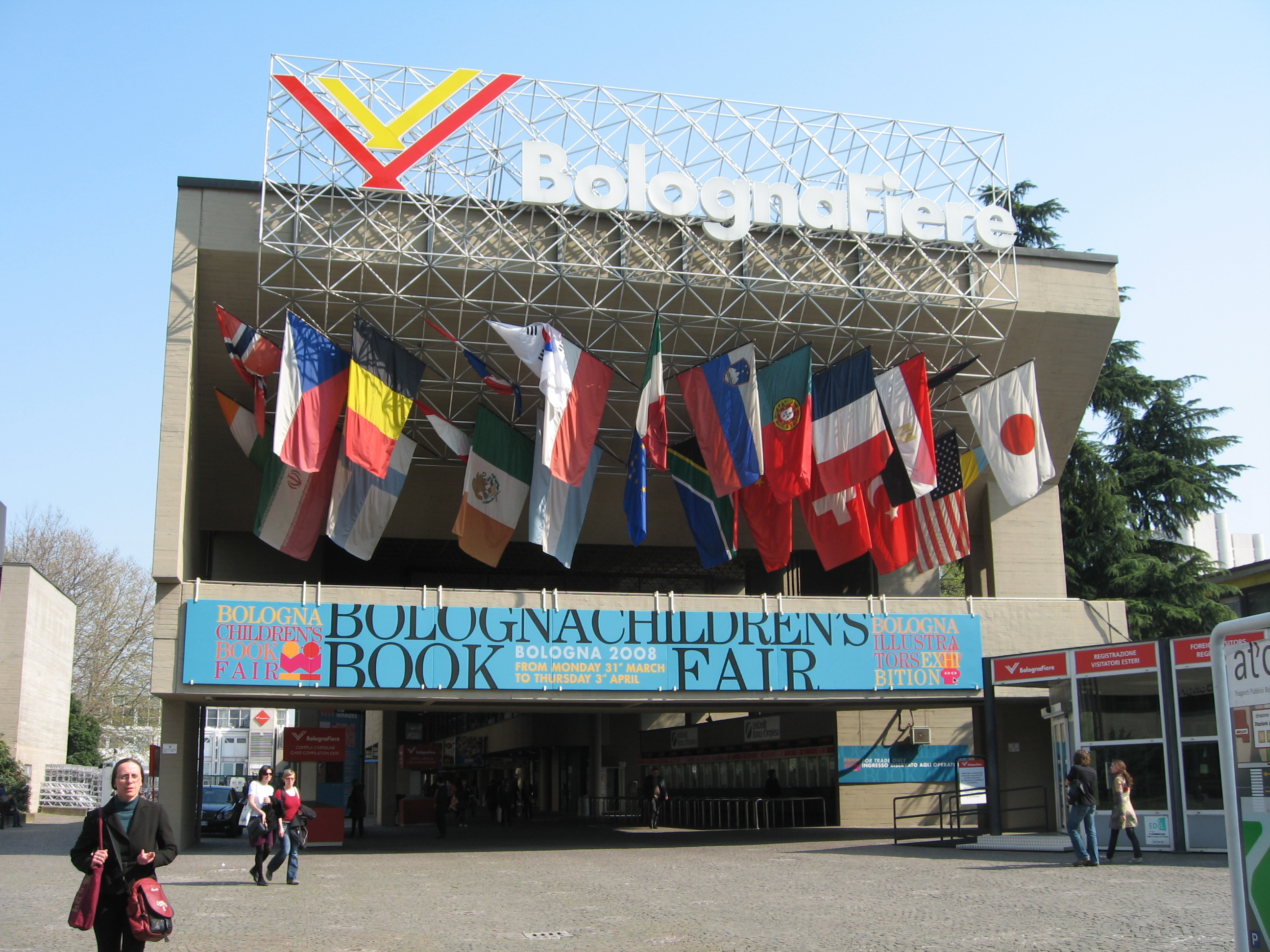
2008年书展入口

意大利波隆那童書展（英文：Bologna Children's Book Fair，意大利文：Fiera del Libro per Ragazzi）是在意大利的波隆那聚行的書展。
自1963-64年起，每年的3或4月都會在意大利的波隆那舉行4天的書展。書展內容包括新書展示、版權交易等。近年更加設插畫比賽等項目。同時也會在書展上揭曉兒童圖書獎項漢斯·克里斯蒂安·安徒生獎及阿斯特麗德·林格倫紀念獎。